# Esporte Clube XIV de Julho (Erechim)
O Esporte Clube XIV de Julho foi um clube de futebol da cidade de Erechim, Rio Grande do Sul.

## Sobre
Fundado em 29 de novembro de 1936, destacou-se entre as décadas de 1940 e 1960 como um dos principais clubes do norte do estado, juntamente com o Ypiranga e o Atlântico, com quem rivalizou no Campeonato Citadino de Erechim. O XIV de Julho foi campeão desta competição por duas oportunidades, em 1941 e 1958. Em âmbito estadual, o XIV de Julho disputou a Segunda Divisão do Campeonato Gaúcho de Futebol nos anos de 1958, 1960, 1961, 1964, 1965 e 1966.
As cores do clube eram vermelho, azul e branco. Mesmo com o encerramento do departamento profissional de futebol, a sede social e o departamento de bocha do clube continuam ativos.

## Títulos
- Campeonato Citadino de Erechim: 1941, 1958
- Campeonato da Serra: 1956, 1957